# Christian Wendel

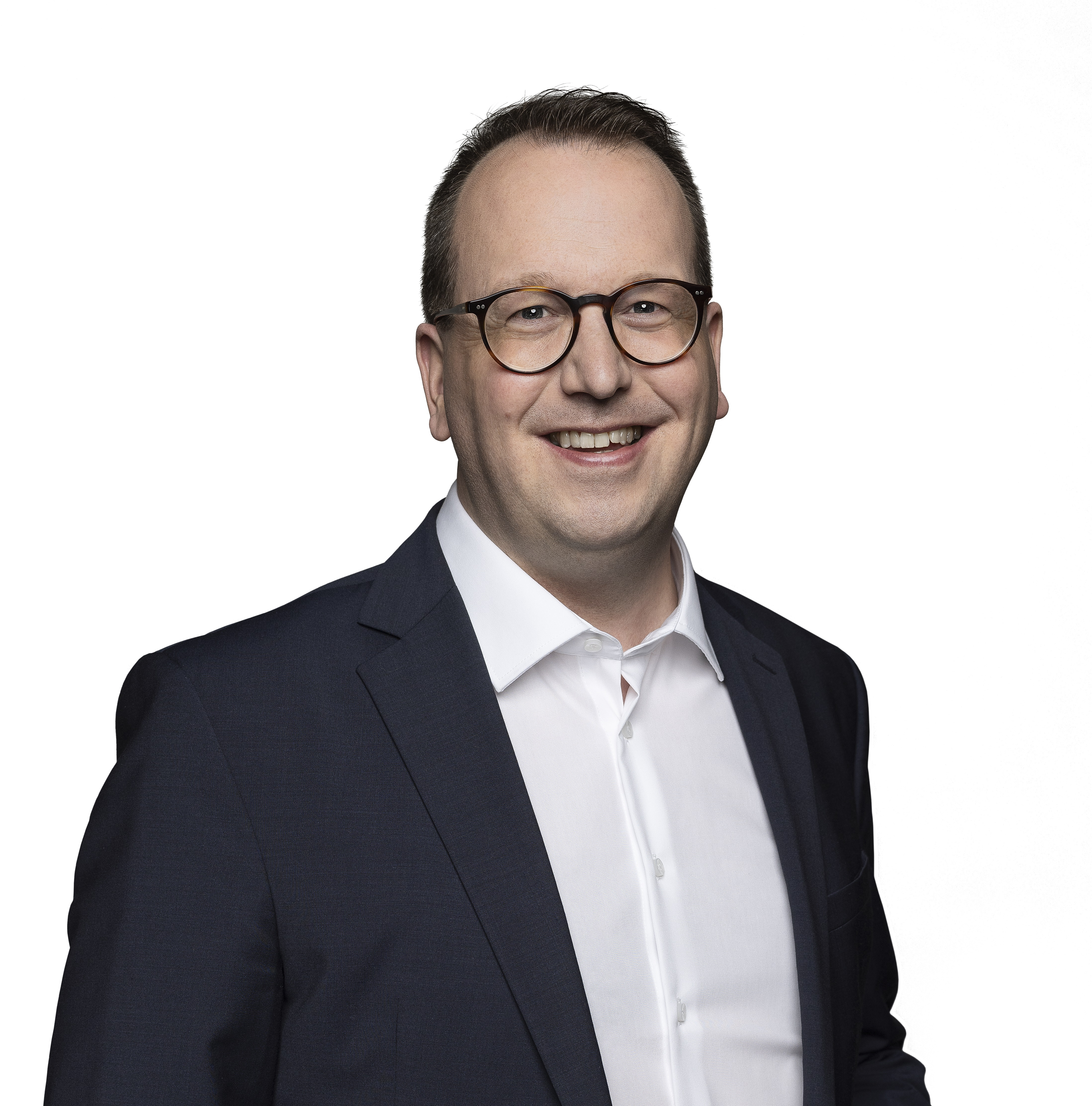
Landtagsabgeordneter Christian Wendel (2023)

Christian Wendel (* 31. März 1980 in Limburg an der Lahn) ist ein deutscher Politiker (CDU). Er ist seit 2022 Abgeordneter des Hessischen Landtages.

## Leben und Beruf
Wendel absolvierte von 1996 bis 1999 eine Ausbildung als Bankkaufmann und war im Anschluss bis 2000 Kundenberater bei der Kreissparkasse Limburg. Er leistete im Anschluss Wehrdienst bei der Bundeswehr, besuchte von 2001 bis 2002 eine Fachoberschule für Wirtschaft und Verwaltung und studierte von 2002 bis 2006 Betriebswirtschaftslehre an der Fachhochschule Mainz. Im Jahr 2006 wurde er zunächst Referatsleiter und später Abteilungsleiter im Dezernat Finanzen, Verwaltung und Bau, 2015 stellvertretender Dezernent der Zentralstelle des Bistums Limburg.

## Politik
Wendel trat 1999 in die Junge Union und 2000 in die CDU ein. Während seines Studiums war er stellvertretender Vorsitzender der Hochschulgruppe des RCDS an der FH Mainz. Von 2001 bis 2007 war er zunächst als Beisitzer, dann als Schatzmeister und zuletzt als Vorsitzender bei der Jungen Union Limburg aktiv. Seit 2013 ist er Vorsitzender des CDU-Stadtverbandes Limburg und Mitglied im Bezirksvorstand der CDU Westhessen.
Von 2006 bis 2011 war er Mitglied im Ortsbeirat des Ortsbezirks Offheim. Er ist seit 2011 Mitglied des Kreistages des Landkreises Limburg-Weilburg und wurde 2016 zum Vorsitzenden der CDU-Kreistagsfraktion gewählt. Des Weiteren ist er seit 2018 Mitglied der Verbandsversammlung des Landeswohlfahrtsverbandes Hessen.
Bei den hessischen Landtagswahlen 2013 und 2018 war Wendel Ersatzbewerber für den Wahlkreis 21 (Limburg-Weilburg I). Zur Bundestagswahl 2021 kandidierte er auf Platz 31 der CDU-Landesliste. Am 1. Dezember 2022 rückte er für den ausgeschiedenen Abgeordneten Joachim Veyhelmann in den Hessischen Landtag nach. Er war bis zum Ende der Wahlperiode Mitglied im Ausschuss für Digitales und Datenschutz sowie im Kulturpolitischen Ausschuss des Landtages.
Zur Landtagswahl 2023 trat er als Direktkandidat der CDU im Wahlkreis 21 (Limburg-Weilburg I) an und gewann das Direktmandat deutlich mit 43,64 % in der Erststimme. In der aktuellen Legislaturperiode ist er Mitglied im Kultuspolitischen Ausschuss und im Haushaltsausschuss. Die CDU-Fraktion im Hessischen Landtag wählte ihn zu ihrem Bildungspolitischen Sprecher.